# Anna Rice Cooke

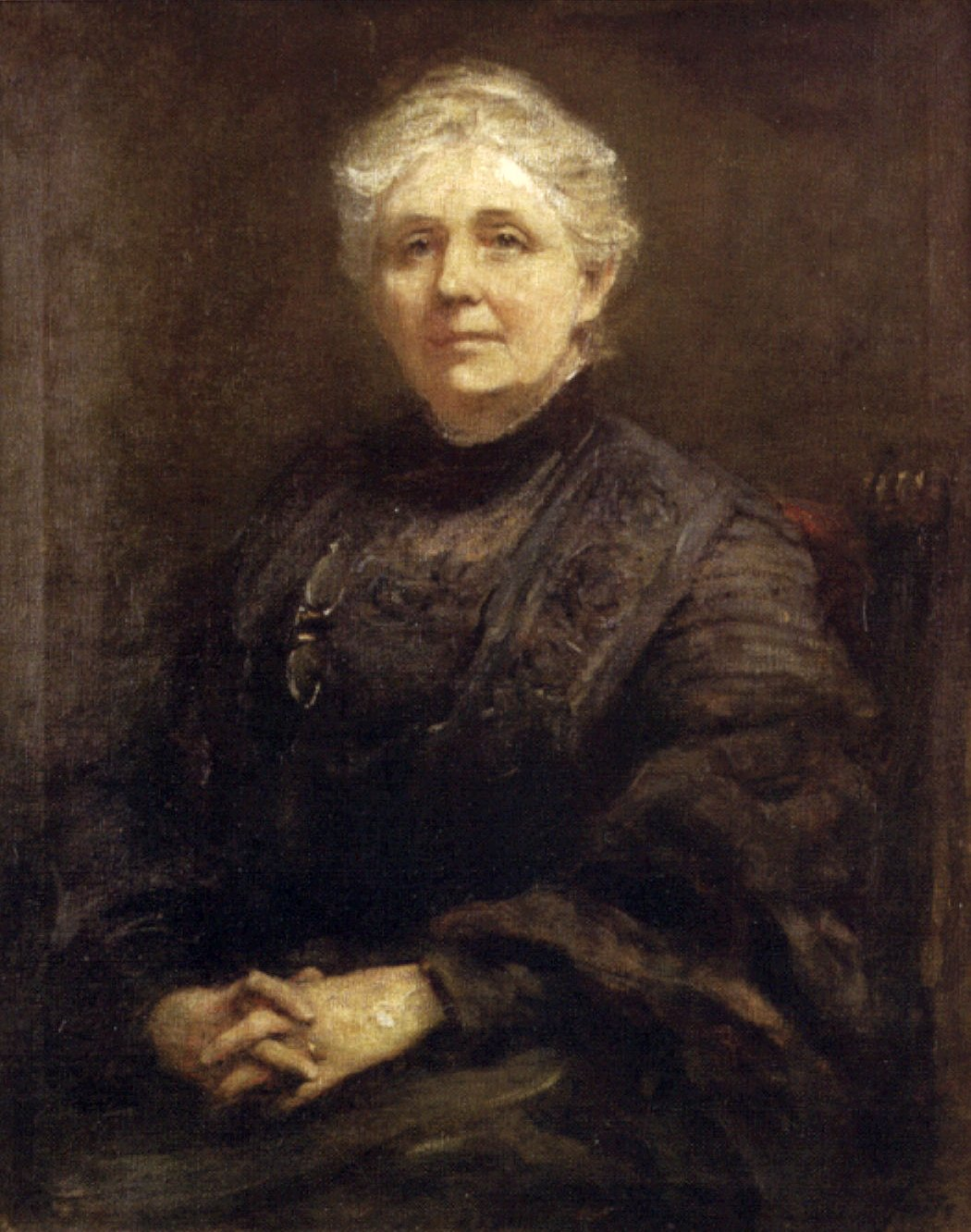
Anna Rice Cooke, pintura de Frederic Yates.

Anna Rice Cooke (Oahu, 5 de setembro de 1853 – Honolulu, 8 de agosto de 1934) foi uma patrona das artes e fundadora do Museu de Arte de Honolulu em 1922, oficialmente inaugurado em 1927.

## Biografia
Nascida em uma família de missionários situados na ilha de Oahu, no Havaí. Seus pais foram o professor William Harrison Rice (1813–1863) e Mary Sophia Hyde. Anna cresceu na ilha de Kauaʻi, mas, após se casar, com um empresário bem-sucedido chamado Charles Montague Cooke, mudou-se para a cidade de Honolulu, capital do estado do Havaí.
Conforme a família foi adquirindo maior prestígio devido à prosperidade na carreira de Charles M. Cooke, começou a adquirir peças de arte, de modo a criar seu acervo particular. As primeiras aquisições de Anna foram peças de salão, e também cerâmicas e tapeçarias trazidas da China. A importação destas peças era realizada por meio de Yeun Kwock Fong Inn, que veio a se tornar um dos principais importadores de arte da cidade. Além de adquirir peças estrangeiras, Anna também incentivava os artistas do Havaí (nativos ou residentes), criando exposições em sua casa e criando conexões entre seus amigos abastados e estes artistas.[carece de fontes?] Em especial, favoreceu Charles W. Bartlett, um pintor e gravurista inglês que viveu no Havaí incentivador da arte ukiyo-e (estampas japonesas).